# Sterphus telus
Sterphus telus är en tvåvingeart som beskrevs av Thompson 1973. Sterphus telus ingår i släktet Sterphus och familjen blomflugor.
Artens utbredningsområde är Ecuador. Inga underarter finns listade i Catalogue of Life.